# Klaus Ebner
Klaus Ebner (Bécs, Ausztria, 1964. augusztus 8.–) osztrák író.

## Pályafutása
Klaus Ebner az 1980-as években a Bécsi Egyetem Bölcsésztudományi Karán újlatin, illetve német nyelvet és irodalmat, valamint fordítástudományt tanult. Tanulmányai mellett irodalmi egyesületekben és a "Texte" bécsi szépirodalmi folyóiratnak dolgozott. Az egyetem befejezése után kisebb prózai műveket, verseket és hangjátékokat írt. Verseit német és katalán nyelven írja. Recenzióiban és szépirodalmi szakcikkeiben foglalkozik a katalán nyelvészettel és irodalommal.
A 90-es években fordított, illetve informatikai oktató kurzusokat és nyelvtanfolyamokat vezetett. Ebben az időben jobbára csak informatikai szakcikkei és -könyvei jelentek meg. 2000-től ismét egyre több szépirodalmi alkotása látott napvilágot antológiákban és folyóiratokban. Andorráról írt kultúrtörténeti esszéje 2007-ben keletkezett.
Klaus Ebner Bécsben él, dolgozik és a Grazi Szerzők Egyesületének (Grazer Autorinnen Autorenversammlung, GAV) és az Osztrák Írók Egyesületének (Österreichischer Schriftstellerverband, ÖSV) tagja.

## Díjak és kitüntetések
- 2008 Osztrák Kormány Munka Ösztöndíja
- 2007 Bécsi Werkstatt-díj
- 2007 Ausztriai Kormány Lírikai Utazási Ösztöndíja
- 2007 »Menzione« Premio Internazionale di Poesia Nosside (Reggio Calabria)
- 2005 Feldkircheni Lírika díj (4. helyezett)
- 2004 La Catalana de Lletres megjegyzés és felvétel az irodalom verseny antológiájába (Barcelona)
- 1988 1. Osztrák Ifjúsági díj Nils regényére
- 1984 TEXTE irodalom újság Hangjáték díja (3. helyezett)
- 1982 1. Osztrák Ifjúsági díj Das Brandmal novellájához

## Kötetei (szépirodalom)
- Vermells; költészet, SetzeVents Editorial, Urús, 2009, ISBN 978-8492555109
- Hominide; elbeszélés, FZA Verlag, Bécs, 2008, ISBN 978-3950229974
- Auf der Kippe; rövid próza, Arovell Verlag, Gosau, 2008, ISBN 978-3902547675
- Lose; próza, Edition Nove, Neckenmarkt, 2007, ISBN 978-3852511979

## Cikkek antológiákban
- Die Stadt und das Meer; esszék: Reisenotizen, FAZ Verlag, Bécs, 2007, ISBN 978-3950229943
- Routiniert; elbeszélés Sexlibris, Schreiblust Verlag, Dortmund, 2007, ISBN 978-3-9808-2781-2
- Weinprobe; elbeszélés: Das Mädchen aus dem Wald, Lerato-Verlag, Oschersleben (BRD) 2006, ISBN 3-938882-14-X
- Das Begräbnis; elbeszélés: Kaleidoskop, Edition Atelier, Bécs, 2005, ISBN 3-902498-01-3
- Abflug; elbeszélés: Gedanken-Brücken, Edition Doppelpunkt, Bécs, 2000, ISBN 3-85273-102-X
- Island; költemény: Vom Wort zum Buch, Edition Doppelpunkt, Bécs, 1997, ISBN 3-85273-056-2
- Heimfahrt; elbeszélés: Ohnmacht Kind, Boesskraut & Bernardi, Bécs, 1994, ISBN 3-7004-0660-6
- Träume; rövid prósa: Junge Literatur aus Österreich 85/86, Österreichischer Bundesverlag, Bécs, 1986, ISBN 3-215-06096-5

## Művei (katalánul)
- El perquè de tot plegat; költemény: La Catalana de Lletres 2004, Cossetània Edicions, Barcelona, 2005, ISBN 84-9791-098-2
- Capvespre venecià; költemény: Jo Escric.com Archiválva 2022. február 4-i dátummal a Wayback Machine-ben, Palma de Mallorca, 2006